# Stigmaphyllon matogrossense
Stigmaphyllon matogrossense är en tvåhjärtbladig växtart som beskrevs av C. Anderson. Stigmaphyllon matogrossense ingår i släktet Stigmaphyllon och familjen Malpighiaceae. Inga underarter finns listade i Catalogue of Life.